# Brachyproposa umnovi
Brachyproposa umnovi är en insektsart som beskrevs av Kusnezov 1929. Brachyproposa umnovi ingår i släktet Brachyproposa och familjen sköldstritar. Inga underarter finns listade i Catalogue of Life.